# Joseph-Alexandre Auzias-Turenne

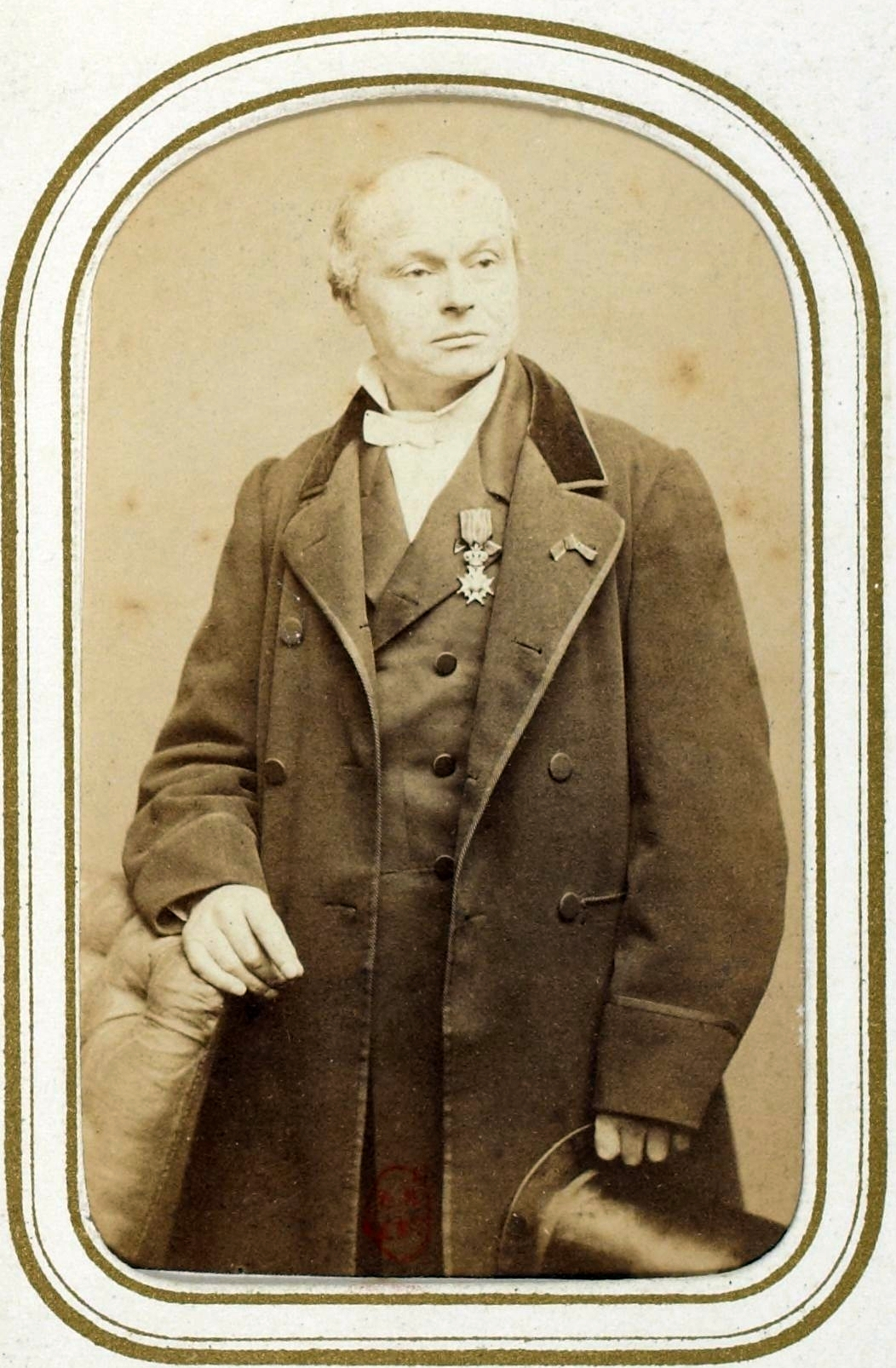
Joseph-Alexandre Auzias-Turenne.

Joseph-Alexandre Auzias-Turenne, född den 1 mars 1812 i Pertuis (Vaucluse), död den 27 maj 1870 i Paris, var en fransk läkare. 
Auzias-Turenne förordade förebyggande ympning av syfilis, enligt modellen variolisation, och ägnade sitt liv åt denna idé. År 1859 utförde han, tillsammans med Camille-Melchior Gibert, ett kontroversiellt experiment där mänskliga patienter medvetet infekterades med syfilis för att bevisa smittrisken hos sekundär syfilis. Metoden vann erkännande hos Louis Pasteur och fick i Norden en ivrig förkämpe i Carl Wilhelm Boeck, men den har underkänts av eftervärlden.